# Ferdinand Ďurčanský

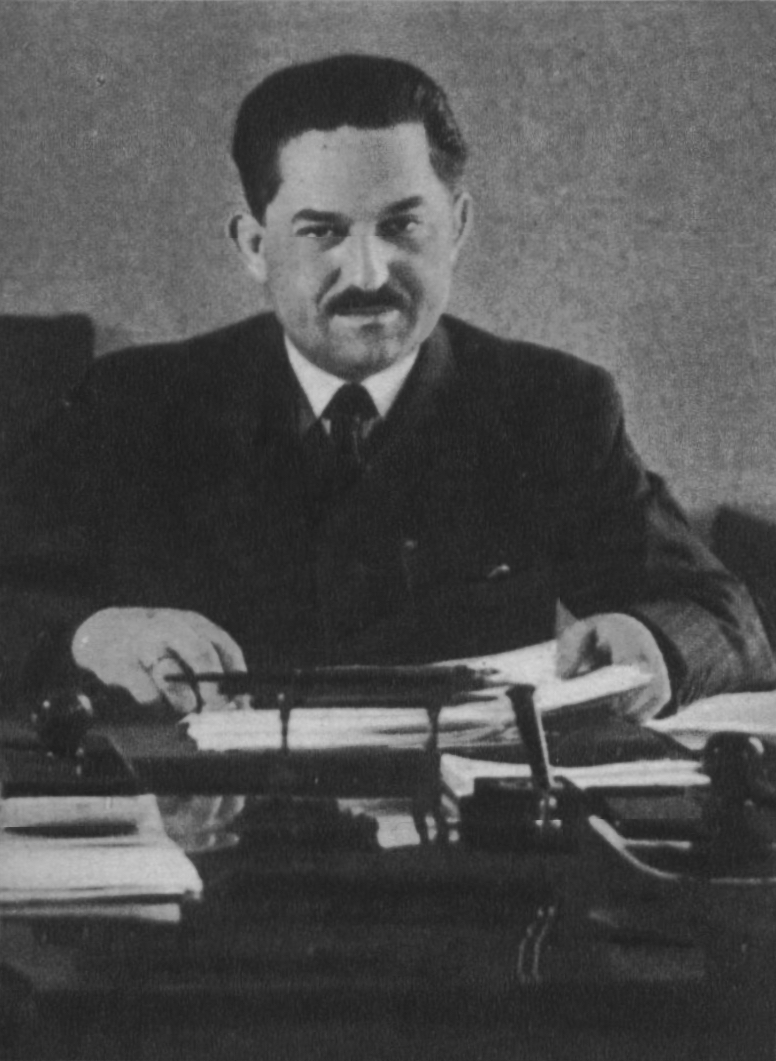
Ferdinand Ďurčanský als slowakischer Innen- und Außenminister (1940)

Ferdinand Ďurčanský (* 18. Dezember 1906 in Rajec, Österreich-Ungarn; † 15. März 1974 in München) war ein slowakischer Jurist, Journalist und Politiker der Hlinka-Partei (Ludaken). Von 1938 bis 1940 hatte er verschiedene Ministerposten innerhalb der autonomen slowakischen Landesregierung und der Regierung des von NS-Deutschland abhängigen Slowakischen Staates inne und stieg neben Parteichef Jozef Tiso zur Nummer zwei des Ludaken-Regimes auf. Im Juli 1940 wurde er im Rahmen des sogenannten Salzburger Diktates auf Druck Hitlers aus der Regierung entlassen. Nach dem Zweiten Weltkrieg wurde er neben Karol Sidor einer der beiden führenden exilslowakischen Politiker.

## Leben

### Ausbildung und Werdegang
In den 1920er Jahren war er gemeinsam mit seinem älteren Bruder Ján Ďurčanský bei der faschistischen Rodobrana aktiv.
Ďurčanský studierte am Institute des Hautes Études Internationales in Paris sowie der Universität Bratislava und promovierte an der Haager Akademie für Völkerrecht. Anschließend hielt er eine Professur in Bratislava. Seit dem 15. April 1933 gab er gemeinsam mit seinem Bruder Ján Ďurčanský die Halbmonatszeitschrift Nástup (Aufbruch) heraus, die der ganzen Gruppierung der separatistisch eingestellten Radikalen ihren Namen gab (die sog. Nástupisten). Von 1938 bis 1939 war er Justizminister, Gesundheitsminister und Sozialminister des infolge der Invasion Hitlers in die „Rest-Tschechei“ entstandenen Slowakischen Staates.

### Politik 1938 bis 1945
Der Nationalist Ďurčanský strebte nicht nur Autonomie, sondern die volle Unabhängigkeit des Landes an. Nach dem Deutschlandbesuch Vojtech Tukas und Franz Karmasins am 12. Februar 1939 reiste knapp 2 Wochen später auch Ďurčanský mit einer Delegation nach Berlin, um sich unter anderem mit Hermann Göring und Joachim von Ribbentrop zu treffen. Dabei verfolgte Ďurčanský die Strategie, die Slowakei aus der finanziellen Abhängigkeit von Prag zu befreien, was durch den Rückgriff auf deutsche Kapitalanleihen möglich werden sollte.
Göring erklärte sich zu wirtschaftlicher Unterstützung bereit, jedoch stellte er die Bedingung einer slowakischen Beteiligung an der Spaltung des tschecho-slowakischen Gesamtstaates. Auch Ribbentrop versicherte, dass die deutsche Reichsregierung die slowakische Selbstständigkeit und die Achtung ihrer Grenzen zu garantieren bereit sei, falls „dieser Schritt in einem günstigen Moment durchgeführt werden würde“. Einige Tage später kam es noch zu wirtschaftlichen Verhandlungen mit Wilhelm Keppler.
Auch bei den Verhandlungen mit Hitler und dem deutschen Außenminister Joachim von Ribbentrop zusammen mit Jozef Tiso am 13. März 1939 sprach sich Ďurčanský für die Unabhängigkeit aus. Hitler bestand gegenüber Tiso ebenfalls auf eine sofortige Unabhängigkeitserklärung – unter der Voraussetzung des Reiches als Schutzmacht –, andernfalls würde die Slowakei ungarischen Interessen überlassen.
Am 14. März 1939 proklamierte der slowakische Landtag in Bratislava dann einstimmig den Slowakischen Staat. Ďurčanský wurde Außenminister in der Tiso-Regierung. Am 18. März unterzeichnete er gemeinsam mit Vojtech Tuka den von Nazi-Deutschland diktierten Schutzvertrag.
Nachdem Jozef Tiso am 26. Oktober 1939 zum Staatspräsidenten gewählt und mit Vojtech Tuka ein Berlin völlig ergebener Politiker zum Ministerpräsidenten ernannt worden war, übernahm Ďurčanský auch das Innenministerium. Im deutschen Kreisen glaubte man nun die Sorgen über eine ideologische Entfremdung der Slowakei vorerst zurückstellen zu können. Doch gerade der bis dahin zu den germanophilen Radikalen zählende Ďurčanský schloss sich – gestützt auf Kräfte in Wirtschaft, Staatsbürokratie und der Hlinka-Partei und durch das eifersüchtige Misstrauen von Armee und Polizei gegen die Beschneidung ihrer Kompetenzen durch die Hlinka-Garde begünstigt – den katholisch-konservativen Kräften des Staatspräsidenten Jozef Tiso an.
Als Innenminister ging Ďurčanský immer wieder gegen Mitglieder der Hlinka-Garde und deren Oberbefehlshaber Alexander Mach vor. Als im Februar 1940 Hlinka-Gardisten und Mitglieder der Freiwilligen Schutzstaffel in Bratislava mit antijüdischen Aktionen begannen, schritt Ďurčanský unverzüglich ein und gab die Weisung heraus, alle antisemitischen Plakate abzunehmen und alle antisemitischen Aktionen in Kaffees, Restaurants und Geschäften zu unterlassen. Weiters kontaktierte die ÚŠB auf initiative Ďurčanskýs den Stabschef der Hlinka-Garde Otomar Kubala und erklärte ihm, dass alle Aktionen der Hlinka-Garde unverzüglich abzubrechen sind, weil sonst gegen Einzelpersonen, die die Aktionen durchführen, nach den geltenden Vorschriften eingeschritten wird.
Auch als Außenminister versuchte er eine möglichst von Nazi-Deutschland unabhängige Politik zu betreiben. Seine Bemühungen, die Kontakte zu den Westmächten zu intensivieren sowie bei der bilateralen Beziehung zum Deutschen Reich slowakische Interessen durchzusetzen, machten ihn in Berlin bald zur „persona non grata“. Als Tiso als Anhängsel des deutschen Überfalls auf Polen Ende 1939 Javorina und die Arwa zurückeroberte, die ein Jahr zuvor für Gebietsteile von Teschen an Polen abgetreten worden waren, ging dieser Feldzug Ďurčanský zu weit, sodass er über Lissaboner und römische Diplomaten den Briten anbot, im Tausch gegen die Anerkennung der Unabhängigkeit des Landes durch England Hitler davon zu überzeugen, die Slowakei neutral zu halten. Das Schreiben wurde in Berlin bekannt und Joachim von Ribbentrop überreichte es während des Salzburger Diktats an Staatspräsident Tiso. Dieser sah sich daraufhin gezwungen, Ďurčanský augenblicklich zu entlassen, um den neuen Staat zu retten. Die Ersetzung Ďurčanskýs, der damals der mächtigste Mann im Kabinett war, verfolgte den Zweck, den Exponenten der Hlinka-Garde eine Ausgangsbasis für die Gleichschaltung der Slowakei nach deutschem Vorbild zu verschaffen.

### Flucht und Exil
Vor der Roten Armee floh Ďurčanský 1945 über Österreich, der Schweiz nach Rom, wo er den politischen Widerstand gegen die Neuerrichtung der Tschechoslowakei organisierte [Eingaben an die Friedenskonferenz in Paris 1946, eigene Rundfunksendungen über Kurzwelle für die Slowakei/Sendername: „Barcelona“]. 1947 wurde Ďurčanský in der Tschechoslowakei wegen angeblicher Judenverfolgung in Abwesenheit zum Tode verurteilt, allerdings war er in der Verfolgungszeit nicht im Amt gewesen. Die United Nations War Crimes Commission akzeptierte dennoch die tschechoslowakische Anklage und die CIA führte 1951 eine Akte über ihn. Wegen der Gefahr in die Tschechoslowakei ausgeliefert zu werden, siedelte er 1947 nach Argentinien um. Nach dem Verschwinden der Auslieferungsgefahr [Koreakrieg] zog er 1952 nach München um. Ďurčanský besuchte 1959 die Vereinigten Staaten und referierte dort verschiedentlich bei antikommunistischen slowakischen Emigrantengruppen. Die Umstände seiner Visaerteilung wurde von B’nai B’rith untersucht. Ďurčanský war seit seiner Gründung 1946 Vorsitzender des Slowakischen Aktionskomitees (Slovenský Akčný Výbor), das 1951 in Slowakisches Befreiungskomitee (Slovenský Oslobodzovacý Výbor) umbenannt wurde und als ein politisches Organ der Exilslowaken galt. In München wurde Ďurčanský aktives Mitglied des Antibolschewistischen Blocks der Nationen und schrieb u. a. in Nation und Europa und Der Donauraum des Institut für den Donauraum und Mitteleuropa. Ďurčanský stand innerhalb der slowakischen Emigration vor allem in Konkurrenz zu Karol Sidor.
Im Jahr 1970 war er Mitbegründer des „Slowakischen Weltkongresses“, dessen Vize-Vorsitzender er wurde.

## Rehabilitierungsversuch nach 1990

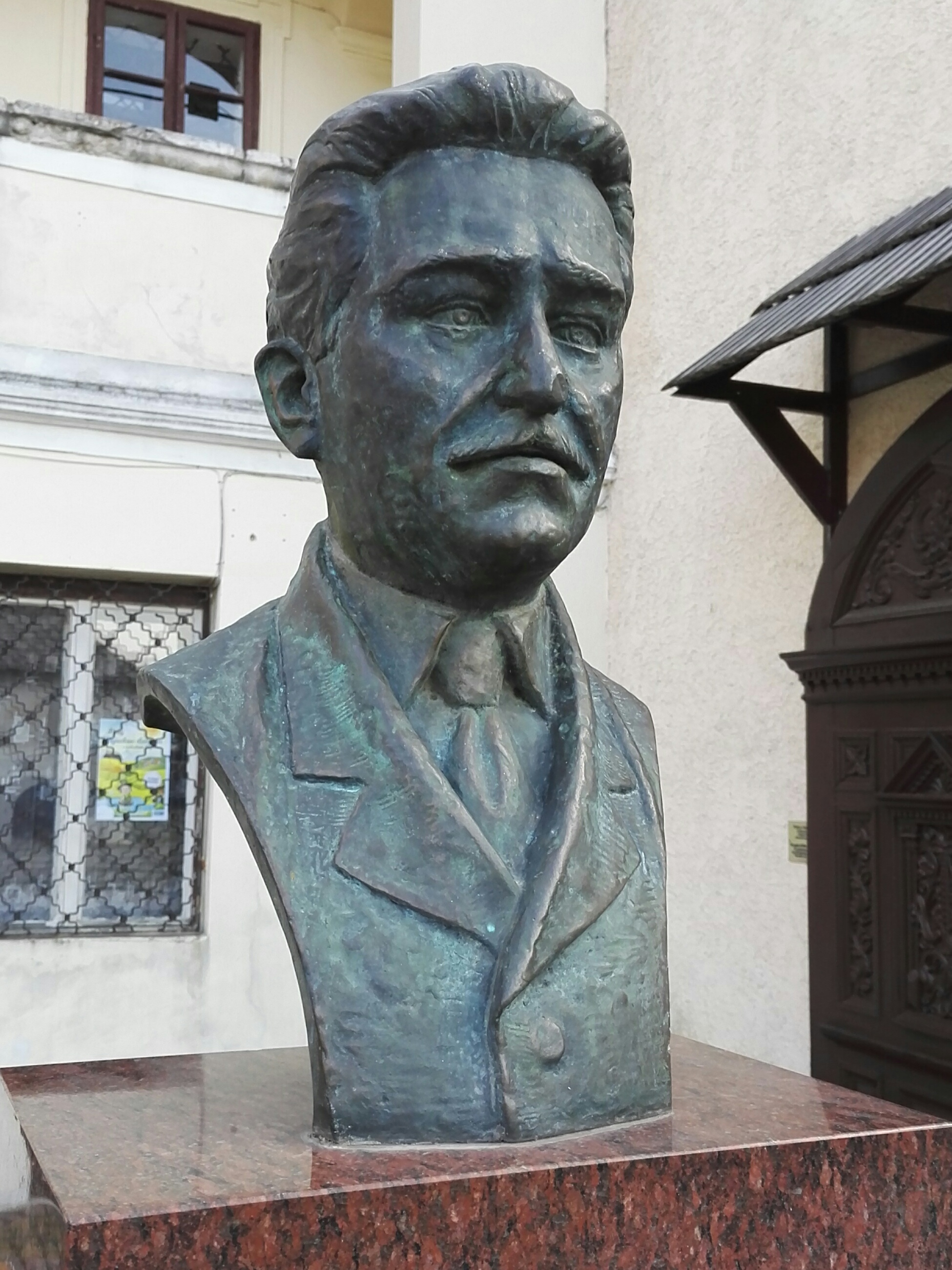
Büste von Ferdinand Ďurčanský in Rajec

Am 11. Juni 2011 wurde ihm zu Ehren in seiner Heimatstadt Rajec eine Büste errichtet, worauf die Organisation Human eine Anzeige erstattete, und erklärte:

„Eine solche Schändung der Opfer eines unmenschlichen Systems, das diese Person vertritt, ist Ausdruck einer Verachtung und Unehre der Werte, zu denen sich die Slowakei bekennt.“

Am 29. August 2011 wurde die Büste Ďurčanskýs aus Protest während einer Gedenkfeier zu Ehren des Slowakischen Nationalaufstands von Aktivisten der Organisation „Charta 2010“ in Toilettenpapier eingehüllt.

## Werke
- Die Existenzberechtigung der kleinen Staaten. Wissenschaftliche Gesellschaft für das Auslandsslowakentum. Bratislava 1944
- Der Weg zur slowakischen Freiheit. Wissenschaftliche Gesellschaft für das Auslandsslowakentum. Bratislava 1944
- Die slowakische Frage – eine internationale Frage. München, Selbstverlag Slowakisches Befreiungskomitee, 1954.
- Mit Tiso bei Hitler. Isar Verlag, München 1956
- Es war nur eine sowjetische Partisanenaktion. Sonderdruck aus „Politische Studien“, Heft 157. München. Olzog. 1964.
- Die Slowakei und der Panslawismus. München : Lerche, 1965